# Wolf Creek – A haláltúra

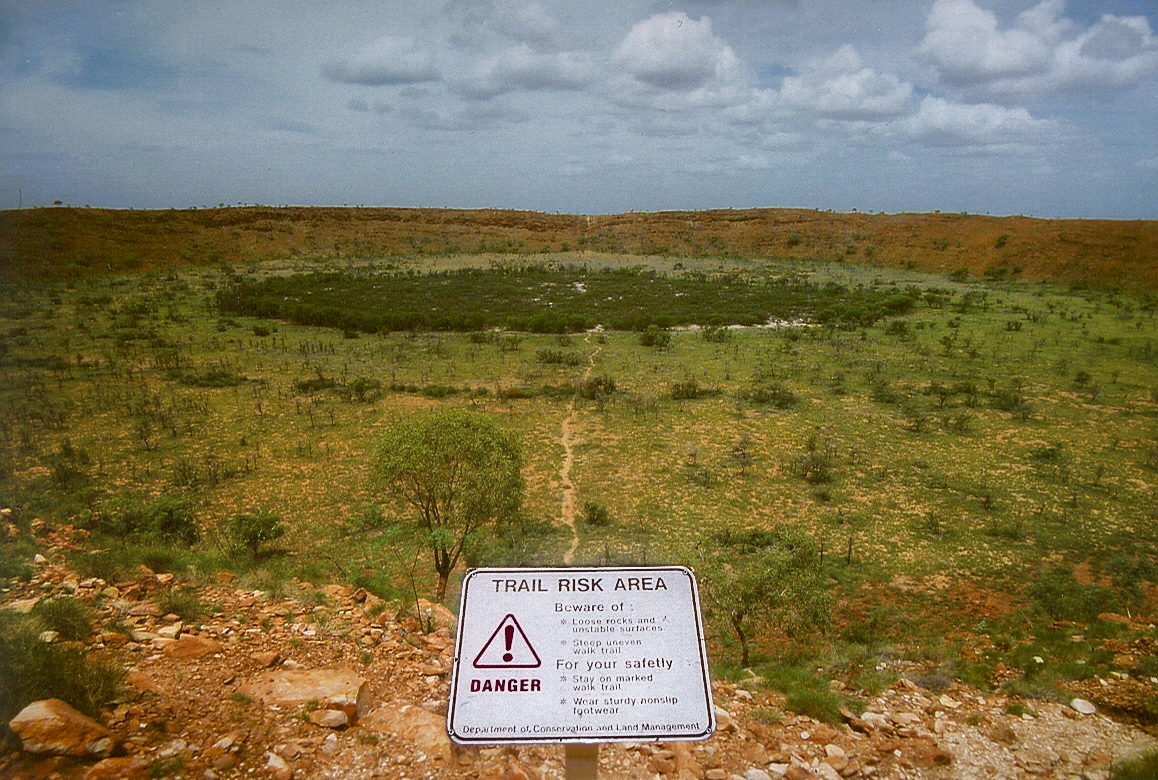
a Wolfe Creek-kráter, a film cselekmény szerinti helyszíne

A Wolf Creek – A haláltúra (eredeti cím: Wolf Creek) egy 2005-ben bemutatott ausztrál horrorfilm. A film a címét a Wolfe Creek meteoritkráterről kapta, mely a főhősök úticélja. Noha a film valós eseményekre hivatkozik, cselekménye ebben a formában nem történt meg, két némileg hasonló, de nem ezen a helyen és nem ezen a módon lezajlott valós bűneseten alapul.
2012-ben elkezdték a film folytatását. A Wolf Creek 2. ausztráliai mozibemutatójának időpontja 2014. február 20 volt, a filmmel az alkotók hét díjat nyertek. 2016 májusában hat részes sorozat került bemutatásra a VOD portálon, szintén John Jarratt főszereplésével. A sorozatban egy a teljes családját elveszített amerikai lány egyszemélyes nyomozásba, majd bosszúhadjáratba fog Mick ellen.

## Cselekmény
|  | Alább a cselekmény részletei következnek! |

Broome egy kisváros az Indiai-óceán partján Nyugat-Ausztráliában, népszerű üdülőhely. A világ minden tájáról érkezett hátizsákos fiatalok között két brit lány is van, Liz és Kirsty. Itt ismerték meg a Sydneyből érkezett szörfös fiút, Bent. Miután két hetet töltenek a világ egyik legszebb tengerpartján, nyaralásuk közös folytatásaként hárman együtt indulnak az Ausztrália átellenes oldalán található másik tengerparti paradicsomba, Cairnsbe.
A több ezer kilométeres útra három hetet szánnak, ezalatt átvágnak Ausztrália számukra is ismeretlen, vad, néptelen, kietlen sivatagi tájain, az Outbacken. Ben a városban direkt az utazás céljára vesz egy ócska Fordot. Javaslatára az utazás első állomásaként betervezik a Wolf Creek-meteoritkráter meglátogatását. Noha bizonyos háromszög-szimpátia kezd köztük kibontakozni, úgy döntenek, nem fogják az utazást szerelemmel elrontani.
Utolsó napon a többi fiatallal egy hektikus búcsúbulit tartanak, közben számolatlanul döntik le az italokat, majd másnap reggel elindulnak. A hosszú úton felváltva vezetnek, zenét hallgatnak, énekelnek. Első nap levezetnek kb. 800 kilométert, estére megérkeznek Halls Creek településre, ahonnan elágazik az út a kráter felé. Az éjszakát a néptelen kempingben töltik. A városlakó fiatalok a hihetetenül tiszta és csillagos sivatagi ég láttán misztikus hangulatba kerülnek. Ben viccből a szerinte ezen a helyen gyakori ufókkal, váratlanul leálló elektromos szerkezetekkel és autókkal, emberrabló földönkívüliekkel ijesztgeti a lányokat a tábortűz mellett.
Reggel elindulnak a kráterhez. Mikor az országos főútról rátérnek a kráter felé tartó földútra, hirtelen egy másik, számukra ismeretlen Ausztráliába az Outback világába csöppennek. Egy világvégi kúton megállnak tankolni, ahol Ben viccből egy kis humoros videót készít önmagáról és a benzinkútról, mintha egy értelmes élet nélküli bolygót felfedező űrhajós lenne. A kút kocsmájában a hely egyik kissé részeg keménylegénye viccből kötekedni kezd velük, nyíltan a vele való szexre buzdítja a lányokat. Szerencsére semmi komoly baj nem történik.
Ahogy elindulnak, az idő furcsa módon hirtelen elromlik, esni kezd, ami arra fele szokatlan dolog, sokszor évekig nem esik. 120 kilométert tesznek meg a néptelen földúton, míg elérik a krátert. A hely olyan, mintha a világ végén lennének. Lenyűgözve nézik a világ egyik csodáját, az eső és zivatar ellenére ott töltik a napot.
Késő délután indulnának vissza. Meglepve tapasztalják, hogy mindnyájuk órája pontosan fél hétkor megállt. A következő, már sokkal nagyobb baj, az autó nem indul, a teljes elektromos rendszer minden ok és magyarázat nélkül leállt. Ott állnak 120 kilométerre a legközelebbi lakott helytől és esteledik. Az éjszakát a kocsiban kell tölteniük, eközben eszükbe jut Ben előző esti története az ufókról, lemerülő akkumulátorokról, hirtelen fényekről. Alighogy kimondják, hirtelen erős fény támad, egyre közeledik. Először komolyan megijednek, de aztán meghallják a motorzúgást. Úgy tűnik szerencséjük van, nem földönkívüli űrhajó, hanem egy terepjáró érkezett.
A kocsiból kiszálló, Mick Taylorként bemutatkozó, Krokodil Dundeera emlékeztető férfi egy tipikus ausztrál bozótlakó. Egyszerű és keresetlen, de barátságos és segítőkész. Megpróbálja a kocsit beindítani, de mikor nem sikerül felajánlja, hogy bevontatja őket saját közeli tanyájára dél felé, ahol megjavítja a kocsit, természetesen ingyen. Az északra fekvő város irányába viszont fizetség fejében sem megy, mert az pont ellenkező irányban van és már szeretne otthon lenni. Jobb híján belemennek, de az út meglepően hosszú ideig tart, éjszaka az irányt sem tudják, merre mennek.
Legalább két órai utazás után megérkeznek Mick tanyájára, ami egy felhagyott bánya, tele lomokkal, vasdarabokkal, egy komplett műhellyel. Mick inni ad nekik, tábortűz mellett beszélgetnek az igen barátságos férfival, aki elmeséli életét és vadászkalandjait, szerinte az állatokat ritkítani kell, de ezzel csak nekik teszünk szívességet, mert túlszaporodtak mint a turisták. A kulturális különbségek és Mick különös humora miatt a beszélgetés a lányok számára kezd kellemetlenné válni, de Ben nem veszi a lapot, csak nevet Mick egyre durvább beszólásain, filmekből vett poénokkal válaszol. Még életében nem volt dolga igazi bozótlakóval, az összes tudása erről a világról és lakóiról a Krokodil Dundee filmből származik, a nagyvárosban élő ausztrálok számára ez a világ legalább olyan furcsa és idegen, mint egy európai számára. Végül Mick fejezi be a beszélgetést és nekifog a kocsinak. Megígéri, reggelre kész lesz. A három fiatal egyszerre álmosodik el, majd hirtelen elalszanak.
Másnap, késő délután Liz a legmélyebb rémálomra ébred. Egy koszos fészerben van, megkötözve. Mire egy üvegcseréppel valahogy kivágja magát újra beesteledik. Körülnéz az udvaron, az autójuk kibelezve, társai ruhája az udvaron szétszórva. Bent nem látja, Kirsty a műhelyben kikötözve, összeverve sikoltozik, Mick nyájas és viccelődő stílusát továbbra sem mellőzve kínozza. Azt sem titkolja, hogy meg fogja ölni. A garázs falán kampókra akasztva az előző női áldozatok tetemei bomlanak. Nyilvánvalóvá vált, hogy a kedves és barátságos Mick valójában egy szadista szexuális ragadozó és gyilkos. Hogy elterelje a figyelmét, Liz felgyújtja Ben szétszedett kocsiját. Amíg Mick kint van, elbújik a garázsban. Mikor visszajön és késsel meg akarja ölni Kirstyt, Liz elemeli Mick letett puskáját, majd rálő. A nyakát találja el, azt hiszik meghalt, pedig csak elájult.
Elmenekülnek Mick furgonján, de a sötétben nem tudják az utat, egy kisebb szakadék szélére kerülnek, vissza nem fordulhatnak. Hogy Mick azt higgye, hogy balesetet szenvedtek, lelökik a furgont egy szakadékba és elbújnak a bozótban. Egyelőre megmenekülnek, de Ben sehol, minden bizonnyal még a tanyán van, kocsijuk sincs. A sokkos állapotban lévő Kirsty kint elrejtőzik, Liz visszaoson a bányába Benért. Az „irodában” eltűnt emberek videokameráját, igazolványokat, az eltűnésekkel kapcsolatos újságkivágásokat talál. Saját kamerájuk is már ott van, visszanézve a felvételt meglátja, Mick már a benzinkút óta a nyomukban volt. Minden jel arra utal, hogy Mick azon felül, hogy elmebeteg sorozatgyilkos, iparszerűen utazik a távolról érkezett turisták kocsijaira, azok szétszedéséből és az alkatrészek eladásából él, a nőket megcsonkítja, mozgásképtelenné teszi, majd a halálukig tartó legfeljebb pár hét alatt magatehetetlen szexuális tárgyként használja őket. A kocsijukat is ő rongálta meg; este a vizükbe altatót kevert.
Liz az egyik ott lévő kocsival menekülne, de Mick elkapja. Hogy még egyszer ne szökhessen meg, a gerincét késsel elvágja. Liz nem hal meg, de minden mozgásra képtelen ronccsá válik. Mick a másik lány keresésére indul. Reggel Kirsty kimenekül az útra, lestoppol egy kocsit, de a már nyomában lévő Mick távcsöves puskával lelövi a sofőrt. Kirsty a kocsival próbál meg elmenekülni, már majdnem sikerül, de Mick kilövi a kerekét, a legteljesebb közönnyel őt is lelövi, a kocsit felgyújtja, majd unottan elsétál.
Ben a karjainál keresztre felszegezve és kikötözve tér magához a bányaüregben. Mellette az előzőleg felfeszített férfiak bomló maradványai. Pokoli erőfeszítéssel kiszabadítja magát és elmenekül. A vérveszteségtől és kiszáradástól sokkos állapotban bolyong, a hideg éjszakát a szabadban tölti. Még reggel elér egy aszfaltutat, majd az út mentén összeesik. Szerencséjére egy utazó pár megtalálja és beviszi a városba, ahonnan mentőrepülővel viszik a kórházba.
Ben négy hónapot tölt vizsgálati fogságban. Alapvetően semmit sem tud mondani a lányok sorsáról, számára ott ért véget a történet, hogy este elaludt, majd a kereszten tért magához. A leálló motorról, Mickről és a bányáról szóló vallomása annyira hihetetlen, hogy nem hisznek neki. Ausztrália történetének egyik legnagyobb rendőri nyomozása kezdődik, de sem Mick, sem a lányok nyomát nem találják. Bent végül minden vád alól felmentik. Mick Taylor folytatja a vadászatot.
|  | Itt a vége a cselekmény részletezésének! |

## A szereplők útvonala
Broome városából kelet felé haladva kb. 30 kilométer után lehet elérni a Nyugat-Ausztráliai Great Northern Highway országutat. Ezen folyamatosan kelet felé haladva estére érték el Halls Creek települést, ahol éjszakáztak. Halls Creekből visszairányban 16 kilométer után kezdődik dél felé a burkolatlan Tanami Road országút. Ezen mintegy 120 kilométert dél felé haladva a felhagyott Carannya Roadhouse mellett kelet felé indul a kráterhez vezető Wolfe Creek Meteorite Crater Road, melyen harminc kilométer után érni el a kráter tövében lévő parkolót. A szereplők az eredeti terv szerint a Halls Creek, Darwin, Katherine, Tennant Creek, Townsville útvonalon haladtak volna Cairnsba.

## Forgatási helyszínek
- A film teljes egészét Dél-Ausztrália államban forgatták, főként az Adelaide várostól 400 kilométerre északra fekvő Flinders Ranges hegység területén valamint Hawker településen, távol a cselekmény szerinti helyszínektől. A cselekmény szerint valódi helyszín végig síkság, szemben a filmben látható festői tájjal.
- Kizárólag a kráterről készült közeli és a légifelvétel készült az eredeti helyszínen, egyik képsorban sem láthatók a szereplők.
- Az indulás után látható híd a Port Augustai Great Western Bridge.
- A vasúti sín alatt átmenő országút a B83 országút és a Pichi Richi Railway múzeumvasút (a régi The Ghan vasút) kereszteződésénél lett felvéve.
- A városi vasúti kereszteződés háttérben egy csúcsos heggyel, a B83 út és a Port Augusta-Adelaide vasútvonal kereszteződése Stirling North városban.
- Emu Creek és Kalbarri nevű helyek a valóságban is léteznek, de nincs közük a filmben látható helyekhez.

## Érdekességek
- A mindössze egymillió ausztrál dollár költségvetésű film igen nagy siker lett, csak Ausztráliában közel ötven millió bevételt hozott.
- Főként a nem ausztrál nézők közül többen nehezményezték a film lassú indulását. Ennek oka, hogy a rendező így érzékeltette a szereplők fokozatos távolodását a turistaparadicsomból, biztonságból az ismeretlenbe, veszélybe, az Outback durva, könyörtelen világába.
- Amerikai nézők nehezményezték, hogy gyakran egy szót sem értettek a szereplők ausztrál akcentusából. A két brit lány beszédét értették, pedig mindkét szerepet ausztrál színészek játszották. A főként az amerikaiak számára nehezen érthető ausztrál kiejtés miatt pl. a Mad Max filmhez külön amerikai szinkron is készült.
- A Mick Taylort alakító John Jarrattra a bemutató után az utcán egy ideig rémült tekintettel néztek a nők. Olyan is volt, aki nyíltan megkérdezte, ugye ő nem olyan gonosz, mint Mick. Mikor egy tévépromóció alkalmával arra kérték, mutassa be Mick kuncogását, azt válaszolta, majd nézzék meg a moziban.
- Két néma szerepben a film rendezője is feltűnik, mint a Bent a mentőnél kísérő rendőr és a Kirstyt menteni próbáló, lelőtt öreg holtteste a csomagtartóban.

## Az eredeti bűnesetek
A filmből tényszerűen nem derül ki, pontosan mely bűnesetet vették alapul a történethez. Az egyik lehetőség egy 2001. július 14-i bűneset, amikor egy Bradley John Murdoch nevű férfi a Stuart Highway országúton, Barrow Creek mellett, félúton Alice Springs és Tennant Creek között éjszaka megelőzött egy furgont, majd megállásra késztette azzal, hogy annak lángol a kipufogója. A furgonban utazó brit turista, Peter Falconio kiszállt megnézni, ekkor Murdoch azonnal lelőtte. A mellette utazó Joanne Leest kirángatta a kocsiból, majd a saját terepjárójához kötözte. Ezután eltűnt, a sérült, vagy halott Falconiot is magával vitte, ezalatt Joanne megszökött. Órákat bujkált a bozótban, míg ki nem reggeledett és Murdoch fel nem adta a keresését. Falconiot soha többé nem találták meg. Az állam történetének legnagyobb nyomozása során végül elfogták, kiderült, már az előző nap egy útmenti gyorsétteremben kinézte magának áldozatait, majd követte őket a megfelelő alkalomig. Indítéka sosem derült ki, életfogytiglanra ítélték. Egyes források úgy tudják, a Wolf Creek forgatókönyve már a bűneset előtt is kész volt, csak marketingcélból hivatkoztak rá.
A másik, a filmhez jobban hasonlító eset egy Ivan Milat nevű férfié, aki az 1990-es évek elején Új-Dél-Wales államban tevékenykedett. Több alkalommal stoppos hátizsákos fiatalokat vett fel furgonjára, majd egy közeli erdőben brutális kegyetlenséggel megkínozta és legyilkolta őket, a holttesteket elrejtette. Az első maradványokat tájfutók találták meg. Több áldozat maradványain megtalálták a filmben is látható gerincet ért, a testet megbénító késszúrás nyomát. Összesen hét bizonyított halálos áldozata volt, a nyolcadik sikeresen elmenekült, az ő vallomása alapján ítélték el végül. Életfogytiglani börtönt kapott, ám bent is erőszakos természetűnek bizonyult, ezért egy maximális biztonságú börtönbe szállították. Milat korábbi lakóhelye környékén is tűntek el emberek, áldozatainak száma egy közvetlen családtagja szerint akár húsz fő is lehet. Úgy tartják, Mick Taylor figuráját róla formálták.
Ivan Milat bűnesetéről két dokumentumfilm is készült, az első az egyik ausztrál tévécsatorna Crime Doc sorozatának The Backpacker Murders epizódja, a másik a Serial Killer Documentary sorozat Ivan Milatról szóló epizódja.

## Szereplők
| Szerep             | Színész           | Magyar hang (1. változat, 2009) | Magyar hang (2. változat, 2009) |
| ------------------ | ----------------- | ------------------------------- | ------------------------------- |
| Mick Taylor        | John Jarratt      | Forgács Gábor                   | Csuha Lajos                     |
| Liz Hunter         | Cassandra Magrath | Roatis Andrea                   | Bogdányi Titanilla              |
| Kristy Earl        | Kestie Morassi    | Csondor Kata                    | Roatis Andrea                   |
| Ben Mitchell       | Nathan Phillips   | Markovics Tamás                 | Hamvas Dániel                   |
| Idős férfi         | Gordon Poole      |                                 |                                 |
| Gépjármű kereskedő | Guy O'Donnell     |                                 |                                 |
| Szerelő            | Phil Stevenson    |                                 | Várday Zoltán                   |
| Benzinkutas        | Geoff Revell      |                                 | Földi Tamás                     |
| Bazza              | Andy McPhee       |                                 | Papucsek Vilmos                 |

## A film zenéje
A film helyenként félelmetes, máskor misztikus vagy szomorú hangulatú kísérőzenéjét Francois Tétaz szerezte, melyért 2005-ben elnyerte az ausztrál Screen Music Award legjobb filmzene díját. Az albumot a Rubber Records adta ki Ausztráliában RUB214 katalógusszámon. Németországban a Colosseum Records kiadásában jelent meg CST 8108.2 katalógusszámon.
A filmben néhány, nem a filmhez írt zeneszám is elhangzik, ezek nem szerepelnek a filmzenei albumon:
- Sunshine – 78 Saab (1999)
- Eagle Rock – Daddy Cool (1971)
- Double the Bass – SystemBot (2005)
- Rx8 – SystemBot (2005)
- Your No Good to Me – SystemBot (2005)
- Devils Ride – Col Finley (1994)

### A filmzenei album tételei
- The Wires: Part 1
- Hall's Creek
- Emu Creek
- The Crater
- Alien F100
- Abysmal Horizon
- Talimnavi
- Liz
- The Shed: Part 1
- Arcane Menace
- Escape
- The Shed: Part 2
- The Cliff
- Mick
- The Return
- Trophy Room
- Head On A Stick
- Kristy
- Statesman Deville
- Ben
- Monumental Isolation
- Epilogue
- The Wires: Part 2
- Wolf Creek: Main Title

## Díjak, jelölések
- Academy of Science Fiction USA: legjobb horrorfilm, 2006
- Screen Music Awards, Ausztrália: Francois Tétaz, legjobb filmzene, 2006
- Austin Fantastic Fest: John Jarratt, legjobb szereplő, 2005
- további 24 jelölés

## Bemutatók
- USA világbemutató: 2005. január
- ausztrál mozibemutató: 2005. november 3.
- magyar tévébemutató: 2009. augusztus 1.
- a film magyar szinkront és feliratot is tartalmazó DVD változatban megjelent

## Mozielőzetes
https://www.youtube.com/watch?v=Cm8duRDsS8E